# 金沢の花街
金沢の花街は石川県金沢市に点在する花街について記述する。

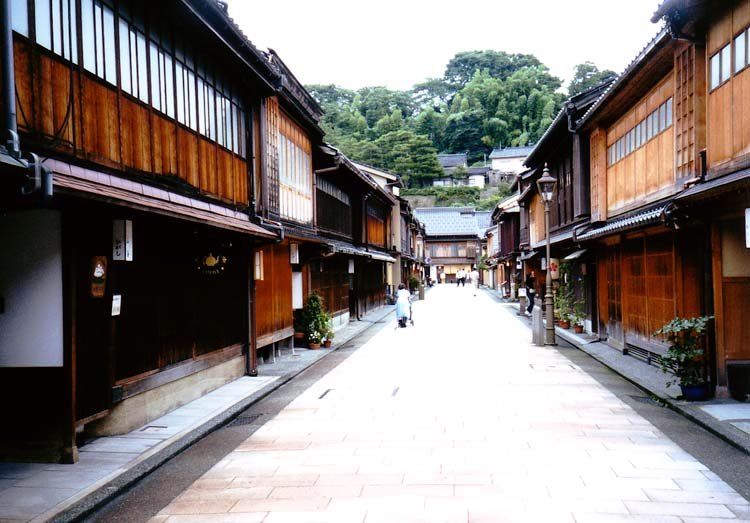
ひがし茶屋街

## 金沢三花街
- 東山ひがし
- にし茶屋街
- 主計町

## かつて存在した花街（遊廓）
- 愛宕
- 石坂
- 北廓